# Escuela de Música Vicente Ascone
Escuela de Música Vicente Ascone (EMVA) es un instituto de música uruguayo perteneciente a la Intendencia de Montevideo. Está ubicado en la calle Convención 1230 del Barrio Sur de Montevideo. 
La escuela fue creada el 1 de mayo de 1941 con el objetivo de capacitar a futuros profesionales en las más diversas vertientes de la música. Lleva el nombre en homenaje al compositor, trompetista y profesor de música Vicente Ascone.
Suele hacer muestras de sus alumnos en la Sala Verdi así como en otros espacios culturales.